# Mötet i Stockholm 1467
Mötet i Stockholm 1467 var en sammankomst som hölls i Stockholm för att diskutera och besluta om Sveriges angelägenheter. Det inleddes 21 september 1467 och avslutades den 21 september 1467.
Vid Mötet i Västerås i november 1466 hade Karl Knutsson (Bonde) inbjudits att återkomma. I detta möte i september 1467 då även allmoge och köpstadsmän deltog, beslöts att inte längre erkänna Kristian I, utan istället inkalla Karl Kuntsson som kung. Den 12 november 1467 höll kung Karl sitt högtidliga intåg i Stockholm.